# Kind (Stereophonics)
Kind è l'undicesimo album in studio del gruppo musicale gallese Stereophonics, pubblicato nel 2019.

## Registrazione
L'album è stato registrato nell'arco di nove giorni, dal 29 giugno al 9 luglio 2019, alla Ramsbury Brewery & Distillery di Marlborough, nel Wiltshire. È stato prodotto da Kelly Jones e George Drakoulias.

## Tracce
1. I Just Wanted the Goods – 4:33
2. Fly Like an Eagle – 4:32
3. Make Friends with the Morning – 4:51
4. Stitches – 4:46
5. Hungover for You – 4:08
6. Bust This Town – 3:54
7. This Life Ain't Easy (But It's the One That We All Got) – 6:12
8. Street of Orange Light – 3:02
9. Don't Let the Devil Take Another Day – 3:04
10. Restless Mind – 3:10

## Singoli
L'uscita dell'album è stata anticipata da quella del singolo Fly Like an Eagle, pubblicato il 15 agosto 2019, e dal singolo Bust This Town, uscito il 18 settembre seguente.